# Estación El Libertador
El Libertador es una estación ferroviaria ubicada entre los barrios porteños de Agronomía y Villa Devoto, Ciudad de Buenos Aires, Argentina
Se encuentra en una zona de gran movimiento vehicular y peatonal. En sus adyacencias circulan 10 líneas de colectivos.

## Ubicación
La estación se encuentra en la intersección de las avenidas Salvador María del Carril y San Martín, en límite entre los barrios porteños de Villa Devoto y Agronomía.

## Servicios
Presta servicio de pasajeros en el ramal eléctrico suburbano entre las estaciones Federico Lacroze y General Lemos de la Línea Urquiza.

## Historia
Fue inaugurada con el nombre de Avenida San Martín por el Ferrocarril Central de Buenos Aires. Consistía en una pequeña parada de dos andenes enfrentados. La construcción actual, de dos largos andenes desfasados, data de 1973, cuando todas las estaciones fueron modificadas para recibir a los nuevos trenes eléctricos de la línea. Actualmente se encuentra un túnel que eliminó el paso a nivel que existía en la estación.

## Imágenes

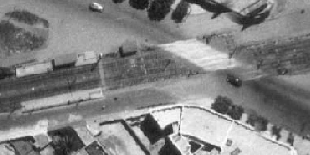
La primera estación en 1940
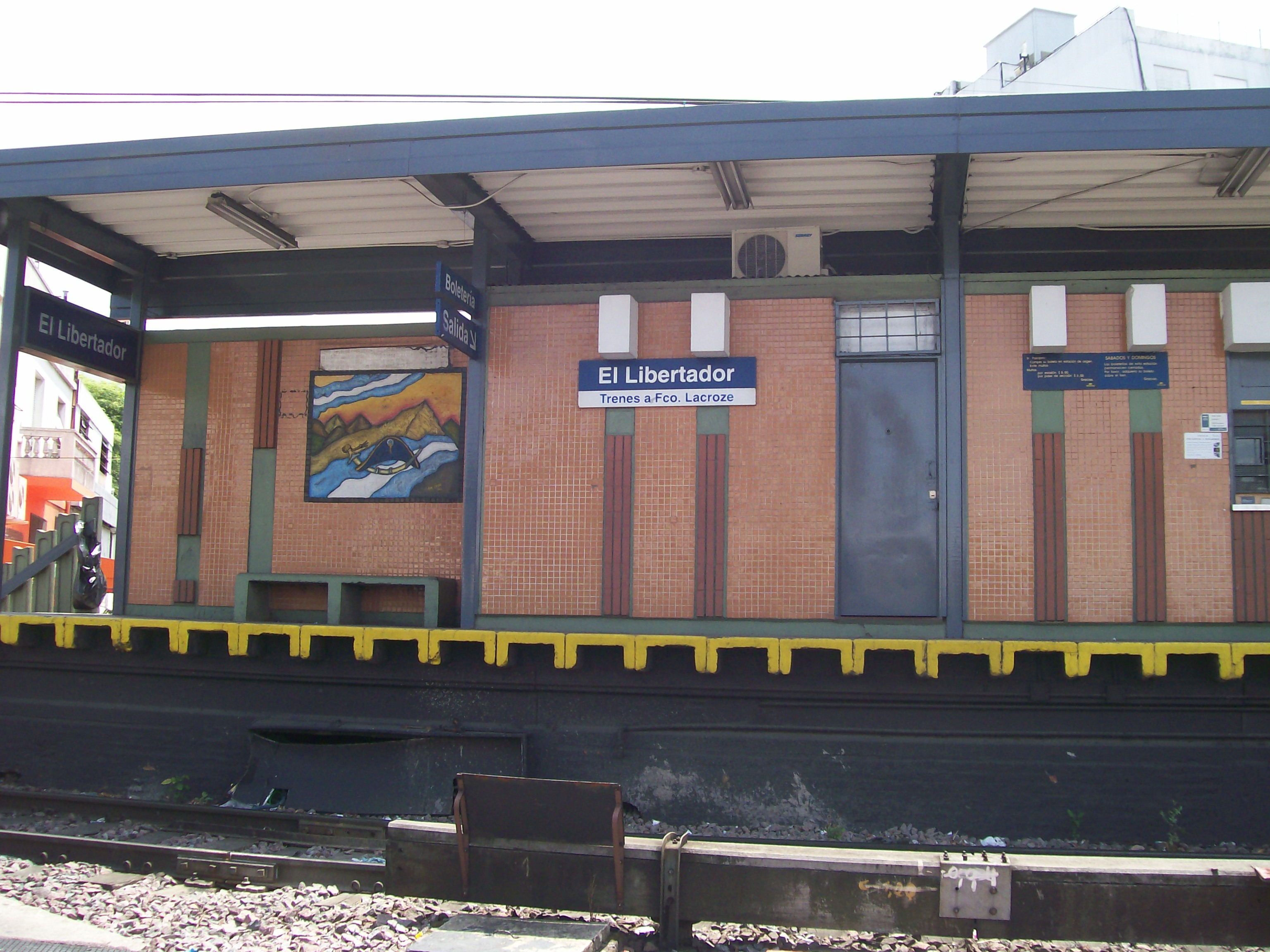
Detalle de la actual
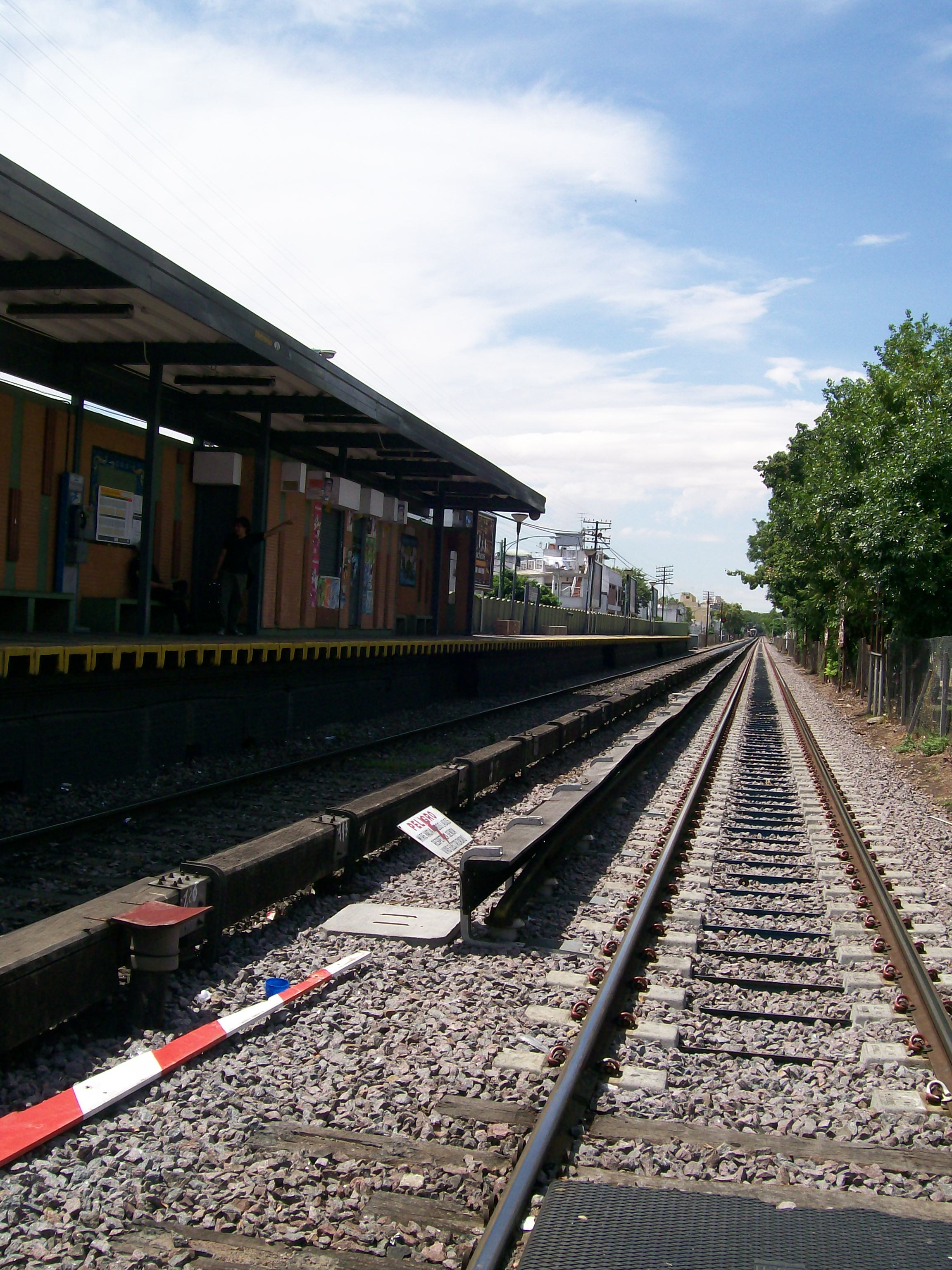
Zona de vías